# Gilles Sibon
Gilles Sibon (né le 28 septembre 1945 à Paris) est un athlète français, spécialiste des courses de demi-fond.

## Biographie
Gilles Sibon, licencié à l'A.S.P.T.T. Bordeaux, participe aux Jeux olympiques de 1968 à Mexico et s'incline dès les séries du 800 m.
Il remporte le titre de champion de France du 800 mètres en 1970.